# Клайн-Гарц
Клайн-Гарц (нем. Klein Gartz) — община в Германии, в земле Саксония-Анхальт. 
Входит в состав района Зальцведель. Подчиняется управлению Зальцведель-Ланд.  Население составляет 170 человек (на 31 декабря 2006 года). Занимает площадь 10,52 км².